# Thryorchilus browni
Thryorchilus browni là một loài chim trong họ Troglodytidae.